# Bart Lemmen
Bart Lemmen, né le 14 octobre 1995, est un coureur cycliste néerlandais.

## Biographie
Bart Lemmen commence sa carrière professionnelle en tant que soldat dans l'armée de l'air néerlandaise, où il est formé comme officier. Il pratique le cyclisme comme passe-temps en parallèle de son travail et participe régulièrement à des courses nationales et à des compétitions militaires. Il compte de nombreux titres de champion national dans sa catégorie, dont un maillot de champion du monde du contre-la-montre acquis en 2021,. Pour ses performances, il est honoré du prix JC Maassen, la plus haute distinction sportive militaire aux Pays-Bas.
Premier coureur de club à gagner la Topcompetitie en 2021, il rejoint l'équipe continentale VolkerWessels en 2022, grâce à une dispense partielle de service. Il se distingue au niveau continental en terminant quatrième du championnat des Pays-Bas sur route, septième du Tour du Loir-et-Cher et du Tour de Slovaquie, ainsi que dixième de la Volta Limburg Classic. En août, il se classe cinquième du Kreiz Breizh Elites, tout en ayant remporté la dernière étape, sa première victoire UCI.
Pour la saison 2023, il quitte son travail de soldat et devient cycliste professionnel avec l'UCI ProTeam Human Powered Health. Au cours de sa première année en tant que cycliste professionnel, il montre son potentiel à plusieurs reprises et décroche plusieurs tops 10. Après la dissolution de son équipe, il s'engage pour 2024 et 2025 avec l'équipe UCI WorldTeam Jumbo-Visma. Lors de sa première course, il termine cinquième au classement général  du Tour Down Under, son premier grand résultat sur une course de l'UCI World Tour. Il enchaine en prenant la dixième place du Tour des Émirats arabes unis. Lors du Tour de Norvège, il termine deuxième au classement général, douze secondes derrière Axel Laurance. En juillet, il participe à son premier grand tour et termine 70e du Tour de France.

## Palmarès
- 2017
  -  Champion des Pays-Bas militaires sur route
- 2018
  -  Champion des Pays-Bas militaires sur route
- 2019
  -  Champion des Pays-Bas militaires sur route
- 2021
  -  Champion du monde militaires du contre-la-montre
  -  Champion des Pays-Bas militaires sur route
  -  Champion des Pays-Bas militaires du contre-la-montre
  - Topcompetitie
  - Eurode Omloop[8]
  - 1re et 5e épreuves de l'Arden Challenge
  - 2e du championnat des Pays-Bas du contre-la-montre élites sans contrat
  -  Médaillé de bronze du championnat du monde militaires par équipes
- 2022
  - Ton Dolmans Trofee
  - 4e étape du Kreiz Breizh Elites
  - 3e du Grand Prix Lucien Van Impe
  - 3e du Stadsprijs Geraardsbergen
- 2024
  - 2e du Tour de Norvège
  - 5e du Tour Down Under
  - 10e du Tour des Émirats arabes unis
- 2025
  - 3e étape de Paris-Nice (contre-la-montre par équipes)

## Résultats sur les grands tours

### Tour de France
1 participation
- 2024 : 70e

### Tour d'Italie
1 participation 
- 2025 : 42e

## Classements mondiaux
| Année                                 | 2021  | 2022 | 2023 | 2024 |
| ------------------------------------- | ----- | ---- | ---- | ---- |
| Classement mondial                    | 1561e | 523e | 419e | 143e |
| UCI Europe Tour                       | 1561e | 414e | nc   | 116e |
|                                       |       |      |      |      |
| Légende : nc = non classéSource : UCI |       |      |      |      |